# Papiro 32
Il Papiro 32 ({\displaystyle {\mathfrak {p}}}32 nella numerazione Gregory-Aland) è un frammento di un manoscritto papiraceo del Nuovo Testamento in lingua greca, datato paleograficamente al tardo II secolo. Contiene i versetti 1:11-15 e 2:3-8 della Lettera a Tito.

## Descrizione
{\displaystyle {\mathfrak {p}}}32 è scritto in lettere tondeggianti e piuttosto larghe, con una leggera tendenza a dividere le parole. I nomina sacra sono abbreviati.
Il testo è rappresentativo del tipo testuale alessandrino; Kurt Aland lo inserì nella categoria I. 
Il manoscritto tende a concordare col Codex Sinaiticus e con F e G.
Si trova alla John Rylands University Library (Gr. P. 5) a Manchester, insieme ai Rylands Papyri.